# Gabunia flavitarsis
Gabunia flavitarsis là một loài tò vò trong họ Ichneumonidae.